# Aelius Gallus
Aelius Gallus (sein Praenomen ist unbekannt) war ein römischer Präfekt von Ägypten, der mit der Legio X Fretensis um 25/24 v. Chr. nach Ma'rib zog. Der Versuch, die Stadt durch eine Belagerung einzunehmen, scheiterte. Der Feldzug galt der Eroberung des gesamten arabischen Raumes, vor allem, um den Afrikahandel zu kontrollieren und andere Wege für den Indienhandel zu erschließen. Durch das gescheiterte Vorhaben blieb das Gebiet der Arabia Felix von römischer Herrschaft frei.
Der mit Aelius befreundete Geograph Strabon schildert in seiner Erdbeschreibung mehrfach und ausführlich den Feldzug. Paul Yule führt auf, dass in den Einsatz zwei Legionen mit einer vereinten Stärke von 10.000 Kriegern gezogen seien, daneben 1000 nabatäische Kamelreiter und 500 Bogenschützen. Flavius Josephus berichtet, dass Aelius auf seinem Arabien-Feldzug von Herodes mit 500 Elitesoldaten aus seiner Leibwache unterstützt wurde. Er berichtet daneben auch von einer Schiffsexpedition von Alexandria den Nil hinauf über Heliopolis und Theben (wo er den Memnonkoloss tönen hörte und das Tal der Könige besichtigte) bis nach Syene und der Grenze Äthiopiens. Auf dieser Fahrt wurde Aelius nicht nur von Strabo, sondern von einer Menge Freunde und Soldaten, darunter auch von dem ägyptischen Priester Chairemon begleitet, „der als Prahler und Unwissender meistens verlacht wurde“.
Der gescheiterte Feldzug des Aelius Gallus wird auch in einer kurzen Notiz bei Cassius Dio überliefert. Ohne Nennung von Gallus’ Namen und des Scheiterns wird er auch in Augustus’ Tatenbericht Res gestae divi Augusti erwähnt.
Während des unglücklichen Feldzuges des Aelius scheint der Ritter Publius Petronius erfolgreich die Amtsgeschäfte in Ägypten weitergeführt zu haben. Spätestens nach dem Scheitern der Arabien-Expedition wurde er wahrscheinlich im Jahre 25 v. Chr. Gallus Nachfolger als Präfekt von Ägypten.
Durch den Feldzug des Gallus konnte die Existenz des Saba-Reiches fest datiert werden.
Gallus adoptierte einen Sohn des einflussreichen Ritters Lucius Seius Strabo, den späteren Prätorianerpräfekten Lucius Aelius Seianus.